# Лянгябизский хребет
Лянгябизский хребет — малый горный хребет в южной части Большого Кавказа, расположенный в пределах Агсуинского и частично Шемахинского райнов Азербайджана. Самая высокая точка гора Сандалан, 929 метров от уровня моря.